# گنزالو مونتیل
گونزالو مونتیل (اسپانیایی: Gonzalo Montiel‎؛ زادهٔ ۱ ژانویهٔ ۱۹۹۷) بازیکن فوتبال اهل آرژانتین است.

## باشگاهی
از باشگاه‌هایی که در آن بازی کرده‌است می‌توان به باشگاه ریور پلاته اشاره کرد. 
قهرمانی در لیگ اروپا با باشگاه فوتبال سویا =۲۰۲۳-۲۰۲۲

## تیم ملی
مونتیل در تیم‌های ملی زیر ۲۰ سال آرژانتین و آرژانتین بازی کرده‌است.وی همچنین زننده آخرین پنالتی فینال جام جهانی قطر و به حقیقت پیوستن رویای قهرمانی جهان برای تمام طرفداران آلبی سلسته در سراسر دنیا است